# Starhawk

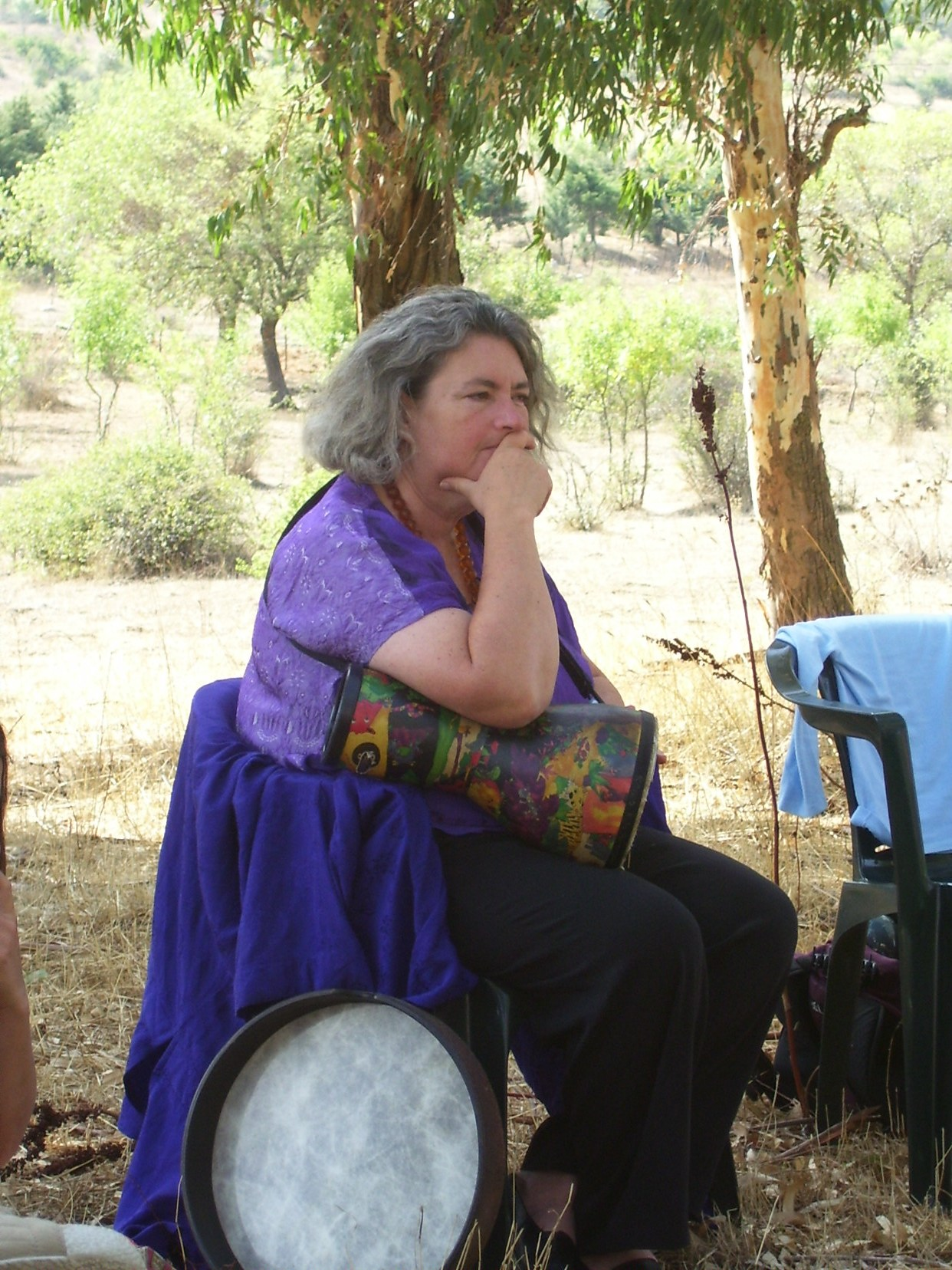
Starhawk

Starhawk, pseudoniem van Miriam Simos (Saint Paul, 17 juni 1951), is een Amerikaans schrijfster en activiste. Ze is een theoreticus van het paganisme en een prominente stem binnen de ecofeministische beweging. Haar non-fictiewerk The Spiral Dance (1979) was een belangrijke inspiratie voor het neopaganisme.

## Levensloop
Starhawk werd in 1951 in Saint Paul (Minnesota) geboren. Haar vader stierf toen ze vijf was en haar moeder was een professor aan de UCLA. Zowel haar vader en moeder waren de kinderen van joodse immigranten uit Rusland.
Starhawk behaalde een bachelordiploma in de kunsten aan de UCLA en een masterdiploma in de psychologie aan de Antioch University in San Francisco. Ze won de Samuel Goldwyn Writing Award voor haar roman A Weight of Gold. Na een mislukte poging om een succesvol romanschrijver te worden in New York keerde Starhawk terug naar Californië, waar ze actief werd in de neopaganistische gemeenschap in de San Francisco Bay Area. Ze werd opgeleid door Victor Henry Anderson, oprichter van de Feri Tradition van hekserij, en Zsuzsanna Budapest, een feministische separatist en wiccan.
Ze schreef een non-fictieboek over neopaganisme en feministische spiritualiteit, The Spiral Dance. Ze voltooide het werk in 1977, maar kreeg het pas in 1979 uitgegeven, met de hulp van de feministische wetenschapster Carol Patrice Christ. The Spiral Dance werd een bestseller en is een klassieker geworden in z'n genre. Starhawk was betrokken in de oprichting van het Reclaiming Collective, dat een jaarlijks spiral dance-evenement organiseert. Ze blijft actief binnen die beweging. Ze is ook actief als trainer en activist voor geweldloosheid, directe actie, de vredesbeweging, de vrouwenbeweging, de milieubeweging en het antiglobalisme. Starhawk reist veel en geeft lezingen en workshops over haar werk en overtuigingen.
Na The Spiral Dance heeft Starhawk nog verschillende boeken geschreven, zowel non-fictie als fictie. Haar bekendste roman is The Fifth Sacred Thing uit 1993.